# Mateusz Łęgowski
Mateusz Łęgowski (Brodnica, 29 gennaio 2003) è un calciatore polacco, centrocampista della Salernitana e della nazionale Under-21 polacca.

## Carriera

### Club

#### Pogon Stettino
A partire dal 1º agosto 2020, dopo un prestito al Valencia, viene internato nella seconda quadra del Pogon Stettino, dove in una anno riuscirà a totalizzare 24 presenze prima di aggregarsi ufficialmente alla prima squadra nel luglio del 2021. Debuttò con essa il 21 agosto 2021 nei minuti finali di una gara vinta in casa per 4-1 contro lo Stal Mielec. Ha messo a segno la sua prima rete il 4 marzo 2022 in una gara vinta per 4-0 contro il Radomiak Radom. Iniziò la stagione successiva mettendo a segno la propria prima rete stagionale ai danni del Wisła Płock (2-2). Termina la stagione 2021-2022 mettendo a referto tre marcature in 26 presenze totali in campionato.

#### Salernitana e prestito in Svizzera
Il 17 agosto 2023 è passato a titolo definitivo alla Salernitana siglando un contatto fino al 2026 coi campani. Tre giorni dopo esordisce con i campani nella prima di campionato in casa della Roma, subentrando al 78' a Giulio Maggiore. Il polacco si ritroverà a giocare un'annata molto complicata, terminata con la retrocessione del proprio club con quattro giornate d'anticipo. Termina la stagione con 31 presenze totali e nessuna marcatura. All'inizio della campagna 2024-2025 viene definitivamente estromesso dai piani tecnici della squadra, complici le sue prestazioni poco convincenti della stagione precedente.
Il 9 settembre 2024 viene ceduto in prestito annuale agli svizzeri dell'Yverdon. Esordisce con i biancoverdi il successivo 22 settembre, in occasione di una sconfitta esterna contro il Losanna.

### Nazionale
Ha giocato nelle nazionali giovanili polacche Under-17, Under-19 ed Under-21.
Alla sua prima convocazione nella nazionale maggiore polacca, il 22 settembre 2022 ha fatto il suo esordio, disputando la partita di Nations League persa per 0-2 contro i Paesi Bassi.

## Statistiche

### Presenze e reti nei club
Statistiche aggiornate al 25 maggio 2024.
| Stagione              | Squadra               | Campionato            | Campionato | Campionato | Coppe nazionali | Coppe nazionali | Coppe nazionali | Coppe continentali | Coppe continentali | Coppe continentali | Altre coppe | Altre coppe | Altre coppe | Totale | Totale |
| Stagione              | Squadra               | Comp                  | Pres       | Reti       | Comp            | Pres            | Reti            | Comp               | Pres               | Reti               | Comp        | Pres        | Reti        | Pres   | Reti   |
| --------------------- | --------------------- | --------------------- | ---------- | ---------- | --------------- | --------------- | --------------- | ------------------ | ------------------ | ------------------ | ----------- | ----------- | ----------- | ------ | ------ |
| 2021-2022             | Pogoń Stettino        | E                     | 19         | 1          | CP              | 0               | 0               | UECL               | 0                  | 0                  | -           | -           | -           | 19     | 1      |
| 2022-2023             | Pogoń Stettino        | E                     | 26         | 3          | CP              | 0               | 0               | UECL               | 1                  | 0                  | -           | -           | -           | 27     | 3      |
| lug.-ago. 2023        | Pogoń Stettino        | E                     | 2          | 0          | CP              | -               | -               | UECL               | 3                  | 0                  | -           | -           | -           | 5      | 0      |
| Totale Pogoń Stettino | Totale Pogoń Stettino | Totale Pogoń Stettino | 47         | 4          |                 | 0               | 0               |                    | 4                  | 0                  |             | -           | -           | 51     | 4      |
| ago. 2023-2024        | Salernitana           | A                     | 29         | 0          | CI              | 2               | 0               | -                  | -                  | -                  | -           | -           | -           | 31     | 0      |
| Totale carriera       | Totale carriera       | Totale carriera       | 76         | 4          |                 | 0               | 0               |                    | 5                  | 0                  |             | -           | -           | 82     | 4      |

### Cronologia presenze e reti in nazionale
| Cronologia completa delle presenze e delle reti in nazionale ― Polonia | Cronologia completa delle presenze e delle reti in nazionale ― Polonia | Cronologia completa delle presenze e delle reti in nazionale ― Polonia | Cronologia completa delle presenze e delle reti in nazionale ― Polonia | Cronologia completa delle presenze e delle reti in nazionale ― Polonia | Cronologia completa delle presenze e delle reti in nazionale ― Polonia | Cronologia completa delle presenze e delle reti in nazionale ― Polonia | Cronologia completa delle presenze e delle reti in nazionale ― Polonia |
| Data                                                                   | Città                                                                  | In casa                                                                | Risultato                                                              | Ospiti                                                                 | Competizione                                                           | Reti                                                                   | Note                                                                   |
| ---------------------------------------------------------------------- | ---------------------------------------------------------------------- | ---------------------------------------------------------------------- | ---------------------------------------------------------------------- | ---------------------------------------------------------------------- | ---------------------------------------------------------------------- | ---------------------------------------------------------------------- | ---------------------------------------------------------------------- |
| 22-9-2022                                                              | Varsavia                                                               | Polonia                                                                | 0 – 2                                                                  | Paesi Bassi                                                            | UEFA Nations League 2022-2023 - 1º turno                               | -                                                                      | 86’                                                                    |
| Totale                                                                 |                                                                        | Presenze                                                               | 1                                                                      |                                                                        | Reti                                                                   | 0                                                                      |                                                                        |